# Лента ПМР
Лента ПМР — неправительственное информационное агентство, освещавшее события в Приднестровье и вокруг него.
Основано в июле 2004 года. Издание привлекло внимание региональных экспертов и аналитиков как в Приднестровье, так и в соседних регионах — Молдавии и Украине. Новости «Ленты ПМР» активно цитировались государственными медиа Приднестровья — в том числе ТВ ПМР и Радио ПМР. Первый редактор информагентства — Роман Коноплёв, политический аналитик и публицист.
С изданием «Лента ПМР» в разные периоды сотрудничали региональные журналисты, политики и эксперты: Сергей Ильченко, Андрей Сафонов, Вячеслав Сирик, Владимир Ястребчак, Игорь Тулянцев, Виктор Арестов, Анатолий Панин, Александр Гореловский.
В марте 2013 редактор Дмитрий Соин покинул Приднестровье. Летом 2013 «Лента ПМР» в результате реорганизации и ребрендинга была переименована в ИА «Тирас».